# Alan Helffrich
Alan Boone Helffrich (New York, 7 agosto 1900 – Dunedin, 3 febbraio 1994) è stato un velocista statunitense, specializzato nei 400 metri piani.

## Palmarès
| Anno | Manifestazione  | Sede   | Evento    | Risultato | Prestazione | Note            |
| ---- | --------------- | ------ | --------- | --------- | ----------- | --------------- |
| 1924 | Giochi olimpici | Parigi | 4 × 400 m | Oro       | 3'16"0      | Record mondiale |